# Alexander Cochrane
Alexander Forrester Cochrane (Scozia, 23 aprile 1758 – Parigi, 26 gennaio 1832) è stato un ammiraglio scozzese.

## Biografia
Era il figlio di Thomas Cochrane, VIII conte di Dundonald, e della sua seconda moglie, Jane Stuart.

## Carriera

### Carriera militare
Si è unito alla Royal Navy quando era un ragazzo e servì con le forze navali britanniche in Nord America. Ha servito durante la guerra d'indipendenza americana.
Cochrane aveva anche preso parte alla spedizione in Egitto nel 1801. Quando Alessandria cadde, Cochrane, era stato a bordo del HMS Ajax, del HMS Bonne Citoyenne, della HMS Cynthia, del HMS Port Mahon e del HMS Victorieuse.
Nel 1805 è stato nominato comandante della Leeward Islands Station. Ha condotto operazioni contro le truppe francesi e spagnole, il 6 febbraio 1806 nella Battaglia di San Domingo durante le guerre napoleoniche.
Alle Barbados, Cochrane ha incontrato il generale Francisco de Miranda, che era stato sconfitto dalle forze navali spagnole, nel tentativo di liberare il Venezuela. Siccome la Spagna era allora in guerra con la Gran Bretagna, Cochrane e il governatore di Trinidad hanno accettato di fornire un supporto per un secondo tentativo fallito di invadere il Venezuela.
Promosso al grado di Contrammiraglio nel 1807, ha navigato a HMS Belleisle come comandante dello squadrone di navi che è stato inviato ad occupare le Indie occidentali danesi. Nel 1809 ha comandato le forze navali nella conquista della Martinica.
Dall'aprile 1814, Cochrane con il grado di vice ammiraglio, servì come comandante in capo sia della North America and West Indies Station, con sede presso la nuova darsena a Bermuda, e la Jamaica Station, con sede a Port Royal.
Durante la Battaglia di Baltimora, Cochrane comandò il bombardamento di Fort McHenry, che si è rivelata inefficace. Ha resistito alle richieste da parte dei suoi giovani ufficiali per attaccare il forte più aggressivamente con le fregate a distanza ravvicinata. Nel bombardamento di Fort McHenry, la flotta di Cochrane utilizzò vasi bomba e un razzo per un bombardamento a lungo raggio per ridurre al minimo le perdite e danni alla flotta dal fuoco nemico, che ha ispirato Francis Scott Key " The Star- Spangled Banner ", l'inno nazionale degli Stati Uniti.
Cochrane portò l'esercito britannico alla vittoria nella Battaglia del Lago Borgne nel mese di dicembre 1814, in Louisiana. Ma, l'esercito britannico è stato sconfitto nella Battaglia di New Orleans l'8 gennaio 1815 ratificando il trattato di Gand.
Il Duca di Wellington ha ritenuto che il fallimento della campagna di New Orleans era in gran parte colpa del Cochrane.
Nonostante la mancanza di successo a New Orleans, conquistò l'ammiraglia, U.S.S. President e il suo commodoro Stephen Decatur, nel porto di New York.
Cochrane è stato quindi promosso ad ammiraglio nel 1819. Dal 1821 al 1824, è stato il Comandante in capo di Plymouth.

### Carriera politica
Cochrane è stato un membro del Parlamento per Stirling Burghs (1800-1802 e 1803-1806).

## Matrimonio
Nel 1788 sposò Maria Shaw, figlia di David Shaw. Ebbero quattro figli:
- Sir Thomas John Cochrane (5 febbraio 1789-19 ottobre 1872), sposò in prime nozze Matilda Lockhart-Ross, ebbero due figli, e in seconde nozze Rosetta Wheeler-Cuffe, ebbero due figli;
- Jane Cochrane (?-22 giugno 1830), sposò Henry Bruce, ebbero due figli;
- Anna Maria Cochrane (?-14 maggio 1873), sposò Edward Troubridge, ebbero un figlio;
- Andrew Coutts Cochrane (5 aprile 1799-22 giugno 1870), sposò Marie Teresa de Strack, ebbero una figlia.

## Morte
Morì il 26 gennaio 1832 a Parigi.